# クール＝エイドを飲む

クールエイドのロゴ

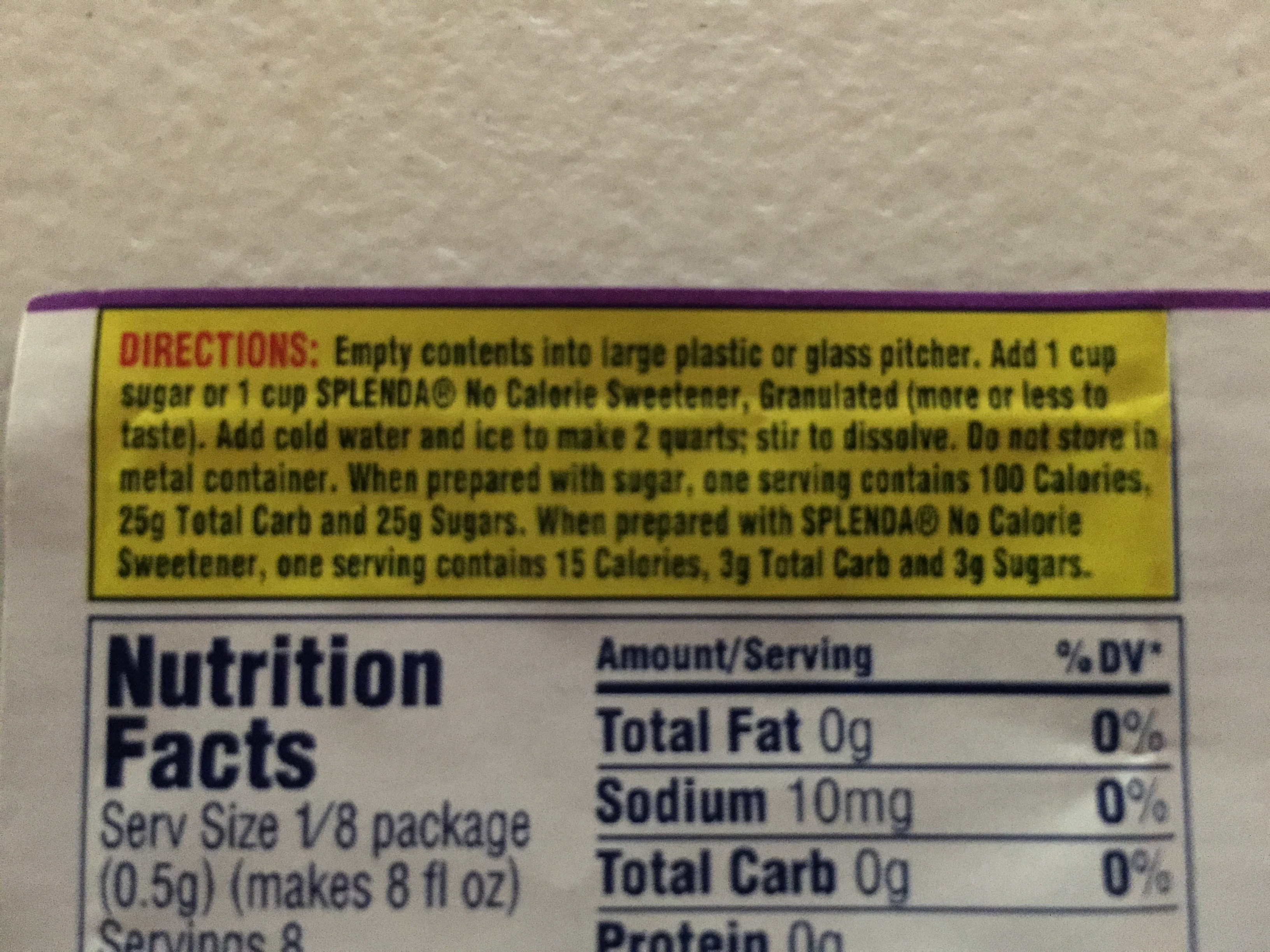
クールエイドの説明書き

クールエイドを飲む（Drinking the Kool-Aid）は、アメリカ英語のスラング、慣用句。
仲間内の同調圧力に屈して誤った、あるいは無謀な選択をしてしまうことを意味し、「盲信する」、「無批判に従う」、「固定観念に囚われる」などといった意味で使用される。近年では「原因や目的への極端な献身」の意味も持つようになった。

## 語源
クールエイドとは、アメリカで1927年から発売されている、ポピュラーな粉末ジュースのことである。
この表現は、1978年にアメリカのカルト教団である人民寺院が起こした事件に由来する。教祖ジム・ジョーンズは、南米ガイアナにジョーンズタウンを建設し、信者と共同生活を送っていたが、やがて立ち行かなくなったことから「革命的自殺」を考えるようになり、粉末ジュースにシアン化合物などの毒物を混ぜたものを飲み、900人以上の信者が集団で自殺した。この際に用いられた粉末ジュースがクールエイドであったことから慣用句として用いられるようになったが、実際には競合ブランドであるフレーバー・エイドも一緒に用いたとされる。